# Мост (филм)
Мост је југословенски филм из 1969. године који спада у партизанске филмове. Радња прати партизанску диверзантску групу која треба да дигне у ваздух мост који је од виталног интереса за немачке комуникације на Балкану, а у томе треба да им помогне главни пројектант моста који не жели да уништи своје животно дело, свој мост. Главне улоге су поверене Велимиру Бати Живојиновићу (Тигар), Борису Дворнику (Ђузепе Саватони), Јовану Јанићијевићу Бурдушу (Шверцер), Рељи Башићу (Калц/Сова), Слободану Перовићу (Инжењер), Хању Хасеу (др. Хофман), Сибини Мијатовић (Воденичарева сестра), Бору Беговићу (Мрки/Тихи) и Игору Галоу (Бамбино).
Попут филма Валтер брани Сарајево, и овај филм је био популаран у НР Кини.

## Радња
Радња филма се одвија у средњем делу Босне и Херцеговине, где Тигар, познати диверзант, добија задатак да са још неколицином партизана уништи мост преко којег треба да прођу немачке трупе. За то добија 7 дана, за које он тврди да не може ни да стигне до моста. Први кога је покупио је Тихи, бивши вођа отпора, за кога се тврди да је издао покрет. На путу ка мосту срећу Заватонија, Италијана који је пребегао партизанима, јер је био осуђен на смрт у италијанској војсци и његовог помоћника Бамбина. Уз помоћ Шверцера проналазе Инжењера који једини зна слабу тачку моста, али којег гестаповци држе дубоко у непријатељској позадини. Успевају да га ослободе, али када сазнаје да је њихов циљ рушење његовог моста, он сасвим одбија сарадњу. Када су диверзанти пронашли водича кроз мочвару, при покушају пробоја кроз њу, Инжењер користи прилику за бег. Немци су им све време за петама и међу њима се рађа црв сумње. Бамбино гине при повратку ка групи, а Заватони криви Инжењера за његову смрт. Касније их Немци све похапсе и када су их одвели на стрељање, Калц, немачки официр, се открива као партизански обавештајац. На њиховом путу ка мосту, долазе до манастира где их чека експлозив. Међутим, издајник је обавестио Немце где се експлозив налази. У пећини, где су се сакрили, Калц оптужује Воденичареву сестру да је она издајник. Тигар наређује Тихом да је убије. Он то привидно и чини. Калц затим одлази у немачку базу да набави експлозив, а у ствари иде по Немце. Када се врати са њима, не налази диверзанте. Они су за то време побегли из пећине и запосели околна узвишења, са којих су потом напали Немце и све их побили, док су Калца заробили, и са њим се упутили ка мосту. На мосту, након постављања експлозива, Заватони гине. Шверцера погоде Немци, а Инжењер се у последњем моменту одлучује и диже у ваздух и мост и себе и Немце, док немачке трупе напредују ка мосту. На крају, и Тигар и немачки пуковник деле исто мишљење: „Штета, био је то диван мост...“

## Улоге
| Глумац                   | Улога                    |
| ------------------------ | ------------------------ |
| Велимир Бата Живојиновић | Тигар                    |
| Слободан Перовић         | Инжењер                  |
| Борис Дворник            | Ђузeпe Заватони          |
| Реља Башић               | Сова                     |
| Боро Беговић             | Тихи                     |
| Јован Јанићијевић        | Мaнe Шверцер             |
| Сибина Мијатовић         | Јелена                   |
| Игор Гало                | Бамбино                  |
| Ханјо Хасе               | Др. Хофман               |
| Вилхелм Кох Хеге         | Пуковник Марк фон Фелзен |
| Јован Милићевић          | Пуковник                 |
| Душан Јанићијевић        | Мајор                    |
| Фред Делмар              | Шмит                     |
| Деметер Битенц           | Нимајер                  |
| Макс Фуријан             | Нeмaчки генерал          |
| Милош Трипковић          | Данило                   |
| Васја Ковачић            | Телеграфиста             |
| Миља Вујановић           | Калуђерица               |
| Игор Гудић               |                          |
| Славко Штетић            |                          |
| Петар Спајић Суљо        | Конобар                  |
| Вељко Мандић             | Немачки стражар на мосту |
| Слободан Велимировић     | Рајнекер                 |
| Миња Војводић            |                          |